# 新美育文
新美 育文（にいみ いくふみ、1948年 - ）は、日本の法学者。専門は民事法。弁護士。明治大学名誉教授。安心ネットづくり促進協議会会長、環境省中央環境審議会会長代理、法務省司法試験考査委員等を歴任。

## 人物・経歴
愛知県半田市生まれ。愛知県立半田高等学校、名古屋大学法学部卒業後、1973年名古屋大学大学院法学研究科修士課程修了、法学修士。
1986年から明治大学法学部助教授。1987年から同教授を務めた。2014年安心ネットづくり促進協議会会長。弁護士でもあり、交通事故紛争処理センター理事長、クレジット・カウンセリング協会会長、モバイルコンテンツ審査・運用監視機構理事、法務省司法試験考査委員、通商産業省産業構造審議会委員、経済企画庁国民生活審議会委員なども歴任した。また、環境省中央環境審議会動物愛護部会長として、動物の愛護及び管理に関する法律の改正にあたるなどした。2017年環境省中央環境審議会会長代理。明治大学法学部教務主任などを経て、2019年定年退職、明治大学名誉教授。2020年一般社団法人ソーシャルメディア利用環境整備機構顧問。2021年公益財団法人日本環境協会理事長。

## 著作

### 著書
- 『脳死・臓器移植と人権』（加藤一郎, 竹内一夫, 太田和夫と共著）有斐閣 1991年
- 『生命倫理と法 : 医療と自己決定権製造物責任立法の動き』明治大学法学部資料センター 1992年
- 『民法 : 分析と展開 ２』（山田卓生, 野村豊弘, 円谷峻, 鎌田薫, 岡孝, 池田真朗と共著） 弘文堂 2005年
- 『解説関連でみる民法 : 応用がもっときくようになる』（椿寿夫と共編著）日本評論社 2007年
- 『民法改正を考える』（椿寿夫, 平野裕之, 河野玄逸と共編）日本評論社 2008年
- 『環境法大系』（松村弓彦, 大塚直と共編）商事法務 2012年

### 訳書
- ローレン・B・レベトン『ＨＩＶと血液供給』（監訳）日本評論社 1998年